# Иври сюр Сен
Иврѝ сюр Сен (на френски: Ivry-sur-Seine) е град в Северна Франция, департамент Вал дьо Марн в регион Ил дьо Франс. Той е предградие (град-сателит) на Париж. Разположен е на 5 km югоизточно от центъра на Париж. Населението му е около 55 600 души (2006).

## Личности
В Иври сюр Сен умира актьорът и режисьор Антонен Арто (1896-1948).